# Italienische Lira
Die italienische Lira (₤, ISO-Code ITL; Plural Lire) war mit der Gründung des Königreiches Italien 1861 bis 31. Dezember 2001 die offizielle Umlaufwährung Italiens. Sie war auch in San Marino und ab 1929 in der Vatikanstadt gesetzliches Zahlungsmittel. Der Währungsname Lira hat den gleichen Ursprung wie das (britische) Pfund in der lateinischen Bezeichnung libra pondo für das Wiegegewicht „Pfund“ (die italienische Währung abgeleitet vom ersten Begriffsteil, das britische Pfund vom zweiten Teil), daher wird auch für beide das Währungszeichen ₤ benutzt. Die Untereinheit der Lira, der Centesimo, verlor aufgrund ihrer Entwertung nach dem Zweiten Weltkrieg seine Bedeutung.
Die san-marinesische Lira und die vatikanische Lira waren mit festem Wechselkurs an die italienische Lira gekoppelt und liefen wie die italienische Lira in Italien, San Marino und der Vatikanstadt gleichberechtigt als gesetzliche Zahlungsmittel um.

## Geschichte
Die Geschichte der Lira geht zurück bis ins Königreich Italien (1805–1814), das aus der Cisalpinischen Republik Napoléons hervorgegangen war. Dort war die Lira zum Wert des französischen Franc eingeführt worden. In der Lateinischen Münzunion wurde die gegenseitige Akzeptanz der Münzen, die den gleichen Wert hatten, vertraglich geregelt.
Mit der Gründung des Königreiches Italien im Jahr 1861 wurde die italienische Lira die offizielle Umlaufwährung Italiens und blieb es bis zum 31. Dezember 2001.

Wechselkurs der Lira zur D‑Mark seit 1955

Nach dem Zweiten Weltkrieg waren viele Währungen von Industrieländern Mitglied im Bretton-Woods-System; die Kurse waren weitgehend fest und bildeten sich nicht am Markt. Die US-Regierung unter Präsident Nixon erklärte im August 1971 die nominelle Goldeinlösepflicht der USA überraschend für beendet („Nixon-Schock“). Im März 1973 brach das Bretton-Woods-System zusammen.
Die Ölpreiskrisen 1973/74 und 1979/80 trugen zu einer Inflation in vielen Industrieländern bei; keynesianische Maßnahmen (z. B. „Konjunkturprogramme“) erwiesen sich als Strohfeuer; es gab eine Stagflation.
Die jahrzehntelang anhaltende Inflation (sie führte zu relativ hohen Nominalwerten: 1000 Lire hatten 1999 etwa eine Kaufkraft wie 2010 ein Euro) konnte erst Mitte der 1990er Jahre gebremst werden, als zahlreiche potentielle Euroländer energisch versuchten, die Kriterien zur Einführung des Euro zu erfüllen.
Am 1. Januar 1999 wurde der Euro als Buchgeld eingeführt (damit wurden die Wechselkurse zwischen den Beteiligten endgültig festgelegt) und am 1. Januar 2002 als Bargeld (siehe auch Eurozone).
Der offizielle Umrechnungskurs beträgt 1 € = 1936,27 L.

## Münzen

### Königreich

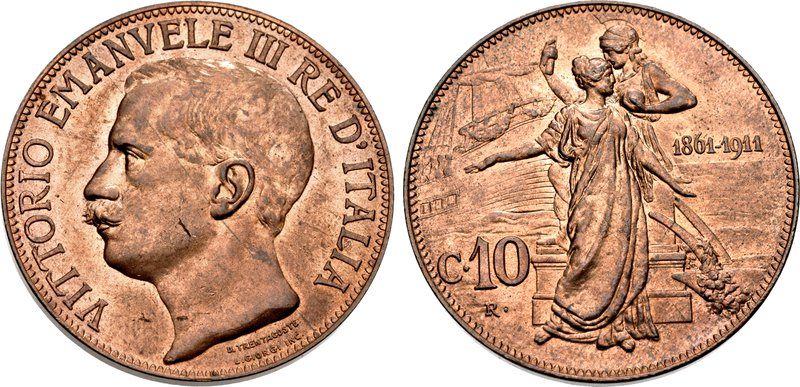
10 Centesimi von 1911. Vorderseite: König Viktor Emanuel III., Rückseite: Die Allegorien Italien und Rom

Die ersten Münzen des Königreichs Italien waren 1, 2, 5 und 10 Centesimi in Kupfer, 20 und 50 Centesimi, 1, 2 und 5 Lire in Silber und höhere Beträge in Gold.
Nach dem Ersten Weltkrieg wurden neue Münzen ausgegeben. 5 und 10 Centesimi wurden kleiner und die Münzen bis 2 Lire bestanden nicht mehr aus Silber, dafür die neuen Münzen zu 5, 10 und 20 Lire.
Nach dem Zweiten Weltkrieg waren die Centesimi-Werte und die Silbermünzen aus dem Umlauf verschwunden.

### Republik
Die neue Republik Italien führte ab 1946 neue Münzen aus einer Aluminiumlegierung ein zu den Werten 1, 2, 5 und 10 Lire. Schon nach wenigen Jahren wurde diese Serie durch eine neue Serie kleinerer Münzen ersetzt, die aber aus derselben Aluminiumlegierung bestanden.
In den 1950er Jahren folgten zwei Münzen aus Chromstahl zu 50 und 100 Lire, eine Münze aus Aluminiumbronze zu 20 Lire und eine Silbermünze zu 500 Lire, die wieder verschwand, als der Silberwert den Nennwert überstieg.
1977 folgte eine Aluminiumbronzemünze zu 200 Lire und 1982 eine Bimetallmünze zu 500 Lire. In den frühen 1990er Jahren wurden die Münzen zu 50 und 100 Lire erst verkleinert und schließlich durch eine neue Ausgabe ersetzt.
Als 1997 die 1000-Lire-Münze eingeführt wurde, kam es zu einem Fehler: Auf der abgebildeten Europakarte war noch sieben Jahre nach der Wiedervereinigung die innerdeutsche Grenze eingezeichnet und die Grenzen Deutschlands zu den Niederlanden, Luxemburg und Dänemark fehlten. Noch im gleichen Jahr wurde eine neue Version mit korrigierter Landkarte ausgegeben.
Vor der Einführung des Euro spielten nur noch die Werte 50, 100, 200, 500 und 1000 Lire eine wirkliche Rolle im Zahlungsverkehr.
Auch wenn die Produktion der Münzen zu 1 und 2 Lire für den Umlauf schon nach 1959 eingestellt wurde, behielten die Münzen ihre Gültigkeit und konnten wie die anderen Werte noch bis zum 6. Dezember 2011 eingetauscht werden.
Münzknappheit war ein chronisches Problem und die Münzen wurden im Alltag gern durch Bonbons ersetzt. Um 1976 gab es zur Linderung des Problems eine Art Notgeld in Italien, sogenannte Miniassegni.

### Münzen der Italienischen Republik
| Bild        | Bild      | Nennwert   | Technische Parameter | Technische Parameter | Technische Parameter                   | Beschreibung                | Beschreibung                                             | Beschreibung                                                      | Prägejahre | Prägejahre | Prägejahre       |
| Vorderseite | Rückseite | Nennwert   | Gewicht              | Durchmesser          | Zusammensetzung                        | Rand                        | Vorderseite                                              | Rückseite                                                         | von        | bis        | Außerkurssetzung |
| ----------- | --------- | ---------- | -------------------- | -------------------- | -------------------------------------- | --------------------------- | -------------------------------------------------------- | ----------------------------------------------------------------- | ---------- | ---------- | ---------------- |
|             |           | 1 Lira     | 1,25 g               | 21,6 mm              | Italma (96,2 % Al, 3,5 % Mg, 0,3 % Mn) | Glattrand                   | "REPVBBLICA ITALIANA ", Ceres                            | Orange, Wert, Jahr                                                | 1946       | 1950       | 1954             |
|             |           | 1 Lira     | 0,625 g              | 17,2 mm              | Italma (96,2 % Al, 3,5 % Mg, 0,3 % Mn) | Glattrand                   | "REPVBBLICA • ITALIANA -", Waage                         | Füllhorn, Wert, Jahr                                              | 1951       | 1959       | 2002             |
|             |           | 2 Lire     | 1,75 g               | 24,1 mm              | Italma                                 | Glattrand                   | "REPVBBLICA ITALIANA ", Bauer mit Pflug                  | Weizenähre, Wert, Jahr                                            | 1946       | 1950       | 1954             |
|             |           | 2 Lire     | 0,8 g                | 18,3 mm              | Italma                                 | Riffelung                   | "REPVBBLICA • ITALIANA -", Biene                         | Olivenzweig, Wert, Jahr                                           | 1953       | 1959       | 2002             |
|             |           | 5 Lire     | 2,5 g                | 26,7 mm              | Italma                                 | Riffelung                   | "REPVBBLICA ITALIANA ", Freiheitsstatue                  | Weintraube, Wert, Jahr                                            | 1946       | 1950       | 1954             |
|             |           | 5 Lire     | 1 g                  | 20,3 mm              | Italma                                 | Glattrand                   | "REPVBBLICA • ITALIANA -", Ruder                         | Delfin, Wert, Jahr                                                | 1951       | 1998       | 2002             |
|             |           | 10 Lire    | 3 g                  | 29 mm                | Italma                                 | "REPVBBLICA ITALIANA"       | "REPVBBLICA ITALIANA ", Pegasos                          | Olivenzweig, Wert, Jahr                                           | 1946       | 1950       | 1954             |
|             |           | 10 Lire    | 1,6 g                | 23,3 mm              | Italma                                 | Glattrand                   | "REPVBBLICA ITALIANA ", Pflug, Jahr                      | Weizenähren, Wert                                                 | 1951       | 1999       | 2002             |
|             |           | 20 Lire    | 3,6 g                | 21,3 mm              | Bronzital (92 % Cu, 6 % Al, 2 % Ni)    | Riffelung                   | "REPVBBLICA ITALIANA ", Kopf mit Krone aus Weizenähren   | Eichenzweig, Wert, Jahr                                           | 1957       | 1959       | 2002             |
| Glattrand   | 1969      | 20 Lire    | 3,6 g                | 21,3 mm              | Bronzital (92 % Cu, 6 % Al, 2 % Ni)    | 1999                        | "REPVBBLICA ITALIANA ", Kopf mit Krone aus Weizenähren   | Eichenzweig, Wert, Jahr                                           | 2002       |            |                  |
|             |           | 50 Lire    | 6,25 g               | 24, 8 mm             | Acmonital (72 % Fe, 18 % Cr, 10 % Ni)  | Glattrand                   | "REPVBBLICA ITALIANA ", Kopf mit Krone aus Eichenzweigen | Vulcanus, Wert, Jahr                                              | 1954       | 1989       | 2002             |
|             |           | 50 Lire    | 2,7 g                | 16,55 mm             | Acmonital (72 % Fe, 18 % Cr, 10 % Ni)  | Glattrand                   | "REPVBBLICA ITALIANA ", Kopf mit Krone aus Eichenzweigen | Vulcanus, Wert, Jahr                                              | 1990       | 1995       | 2002             |
|             |           | 50 Lire    | 4,5 g                | 19,2 mm              | Kupfernickel                           | Glattrand                   | "REPVBBLICA ITALIANA ", Italia turrita                   | Baumkrone, Eichenzweig, Füllhorn, Zahnrad, Weintraube, Wert, Jahr | 1996       | 1999       | 2002             |
|             |           | 100 Lire   | 8 g                  | 27,8 mm              | Acmonital                              | Glattrand                   | "REPVBBLICA ITALIANA "                                   | Minerva, Lorbeer, Wert, Jahr                                      | 1955       | 1989       | 2002             |
|             |           | 100 Lire   | 3,3 g                | 18,3 mm              | Acmonital                              | Glattrand                   | "REPVBBLICA ITALIANA "                                   | Minerva, Lorbeer, Wert, Jahr                                      | 1990       | 1992       | 2002             |
|             |           | 100 Lire   | 4,5 g                | 22 mm                | Kupfernickel                           | Riffelung                   | "REPVBBLICA ITALIANA ", Italia turrita                   | Möwe, Getreideähre, Delfin, Olivenzweig, Wert, Jahr               | 1993       | 1999       | 2002             |
|             |           | 200 Lire   | 5 g                  | 24 mm                | Bronzital                              | Riffelung                   | "REPVBBLICA ITALIANA ", Weibliche Büste                  | Zahnrad, Wert, Jahr                                               | 1977       | 1998       | 2002             |
|             |           | 500 Lire   | 11 g                 | 29,5 mm              | Silber 835 ‰                           | "REPVBBLICA ITALIANA", Jahr | Frauenbüste, umgeben von 19 Stadt- und Regionswappen     | "REPVBBLICA ITALIANA ", drei Karavellen                           | 1958       | 1967       | 1967             |
|             |           | 500 Lire   | 6,8 g                | 25,8 mm              | Außen: Acmonital Innen: Bronzital      | Riffelung                   | "REPVBBLICA ITALIANA ", Kopf der Italienischen Republik  | Quirinalspalast, Wert, Jahr                                       | 1982       | 1995       | 2002             |
|             |           | 1.000 Lire | 8,8 g                | 27 mm                | Außen: Bronzital Innen: Kupfernickel   | Riffelung                   | "REPVBBLICA ITALIANA ", Italia turrita                   | Europa mit innerdeutscher Grenze, Wert, Jahr                      | 1997       | 1997       | 2002             |
|             |           | 1.000 Lire | 8,8 g                | 27 mm                | Außen: Bronzital Innen: Kupfernickel   | Riffelung                   | "REPVBBLICA ITALIANA ", Italia turrita                   | Europa, Wert, Jahr                                                | 1997       | 1998       | 2002             |

## Banknoten

### Königreich
Im Königreich Italien war der höchste Wert einer Banknote noch 1000 Lire.

### Republik
In den 1950er Jahren zirkulierten in der damals noch jungen Republik Italien Banknoten zu 50, 100, 500, 1000, 5000 und 10.000 Lire. In den 1960er Jahren folgten Banknoten zu 50.000 und 100.000 Lire. In den 1970er Jahren kamen Noten zu 2000 und 20.000 Lire hinzu, wobei letztere schon 1985 wieder aus dem Verkehr gezogen wurde. Der letzte Wert, der hinzugefügt wurde, war 500.000 Lire im Jahr 1997.
Der Schein zu 500 Lire wurde zwar durch eine Münze ersetzt, kehrte aber 1966 zurück, als der Silberwert der Münze den Nennwert überstieg. Bei den von 1966 bis 1979 ausgegebenen 500-Lire-Scheinen handelt es sich nicht um „Banknoten“ im eigentlichen Sinne, da sie nicht von der Banca d’Italia, sondern vom Finanzministerium als Biglietti di Stato ausgegeben wurden.
Vor der Einführung des Euro zirkulierten Banknoten im Wert von 1000, 2000, 5000, 10.000, 50.000, 100.000 und 500.000 Lire (der 500-Lire-Schein wurde bereits am 28. Februar 1986 ungültig). Bis zum 6. Dezember 2011 konnten diese Noten noch bei der Banca d’Italia gewechselt werden. Banknoten aus älteren Serien waren schon spätestens 2006 wertlos geworden.

### Banknoten der Italienischen Republik
| Banknoten der Italienischen Republik | Banknoten der Italienischen Republik | Banknoten der Italienischen Republik | Banknoten der Italienischen Republik | Banknoten der Italienischen Republik                         | Banknoten der Italienischen Republik                                       | Banknoten der Italienischen Republik                    | Banknoten der Italienischen Republik | Banknoten der Italienischen Republik | Banknoten der Italienischen Republik |
| Bild                                 | Nennwert                             | Maße                                 | Hauptfarben                          | Beschreibung                                                 | Beschreibung                                                               | Beschreibung                                            | Zeitraum                             | Zeitraum                             | Zeitraum                             |
| Bild                                 | Nennwert                             | Maße                                 | Hauptfarben                          | Vorderseite                                                  | Rückseite                                                                  | Wasserzeichen                                           | von                                  | bis                                  | Außerkurssetzung                     |
| ------------------------------------ | ------------------------------------ | ------------------------------------ | ------------------------------------ | ------------------------------------------------------------ | -------------------------------------------------------------------------- | ------------------------------------------------------- | ------------------------------------ | ------------------------------------ | ------------------------------------ |
|                                      | 50 Lire                              | 105 × 65 mm                          | Grün                                 | Italia turrita                                               | Wert                                                                       | Zahl "50"                                               | 31. Dezember 1951                    | 31. Dezember 1951                    | Oktober 1957                         |
|                                      | 100 Lire                             | 114 × 70 mm                          | Violett                              | Italia turrita                                               | Wert                                                                       | Zahl "100"                                              | 31. Dezember 1951                    | 31. Dezember 1951                    | Oktober 1957                         |
|                                      | 500 Lire                             | 212 × 132 mm                         | Violett                              | Allegorie Recht und Gerechtigkeit, Wappen des Hauses Savoyen | Allegorie Önologie, Italia turrita                                         | Führer Roms, Aufschrift "L. 500"                        | 22. Juli 1946                        | 14. November 1950                    | 30. Juni 1953                        |
|                                      | 500 Lire                             | 144 × 70 mm                          | Rosa                                 | Ceres                                                        | Monogramm B.I.                                                             | Italia turrita                                          | 20. März 1947                        | 23. Januar 1962                      | 30. Juni 1969                        |
|                                      | 500 Lire                             | 110 × 55 mm                          | Grün / Gelb                          | Arethusa, Delfine, Adler, Schlange                           | Aufschrift "500 LIRE"                                                      | Füllhorn                                                | 20. Juni 1966                        | 23. April 1975                       | 30. Juni 1980                        |
|                                      | 500 Lire                             | 114 × 57 mm                          | Azurblau                             | Mercurius mit Flügelhelm                                     | Aufschrift "CINQUECENTO"                                                   | Emblem der Italienischen Republik                       | 14. Februar 1974                     | 2. April 1979                        | 28. Februar 1986                     |
|                                      | 1000 Lire                            | 244 × 147 mm                         | Violett                              | Aufschrift "MILLE LIRE", Wappen des Hauses Savoyen           | Italia turrita, Allegorie Kredit- und Handel                               | Italia turrita, "LIRE 1000", "BANCA D'ITALIA"           | 12. Juli 1946                        | 14. November 1950                    | 30. Juni 1953                        |
|                                      | 1000 Lire                            | 159 × 75 mm                          | Grün                                 | Eine Grazie in Botticellis Gemälde Primavera                 | Monogramm B.I.                                                             | Italia turrita                                          | 20. März 1947                        | 9. Januar 1963                       | 30. Juni 1969                        |
|                                      | 1000 Lire                            | 122 × 62 mm                          | Rosa                                 | Giuseppe Verdi                                               | Aufschrift "LIRE MILLE"                                                    | Apollon                                                 | 14. Juli 1962                        | 23. März 1969                        | 1. Juli 1973                         |
|                                      | 1000 Lire                            | 125 × 62 mm                          | Violett                              | Giuseppe Verdi, Estense-Harfe                                | Teatro alla Scala                                                          | Apollon                                                 | 25. März 1969                        | 30. April 1983                       | 1. Juli 1986                         |
|                                      | 1000 Lire                            | 113 × 60 mm                          | Rosa                                 | Marco Polo                                                   | Dogenpalast                                                                | Marco Polo                                              | 13. März 1982                        | 9. Mai 1991                          | 30. Juni 1995                        |
|                                      | 1000 Lire                            | 112 × 62 mm                          | Violett                              | Maria Montessori                                             | Montessoripädagogik                                                        | Maria Montessori                                        | 24. Oktober 1990                     | 25. Juli 2001                        | 28. Februar 2002                     |
|                                      | 2000 Lire                            | 135 × 65 mm                          | Gelb                                 | Galileo Galilei, Dom zu Pisa, Schiefer Turm von Pisa         | Tierkreiszeichen, Arcetri-Observatorium                                    | Evangelista Torricelli                                  | 8. Oktober 1973                      | 8. Februar 1993                      | 15. November 1993                    |
|                                      | 2000 Lire                            | 118 × 60 mm                          | Gelb                                 | Guglielmo Marconi                                            | Forschungsschiff Elettra, Sendemasten in Glace Bay (Nova Scotia), Telegraf | Guglielmo Marconi                                       | 24. Oktober 1990                     | 25. Mai 2001                         | 28. Februar 2002                     |
|                                      | 5000 Lire                            | 233 × 122 mm                         | Grün                                 | Allegorien der Republiken Genua und Venedig                  | Flora                                                                      | Dante Alighieri, Vergil                                 | 17. Januar 1947                      | 7. Januar 1963                       | 30. Juni 1969                        |
|                                      | 5000 Lire                            | 143 × 70 mm                          | Grün / Blau                          | Christoph Kolumbus                                           | Karavelle                                                                  | Galileo Galilei                                         | 3. September 1964                    | 20. Januar 1970                      | 31. Juli 1977                        |
|                                      | 5000 Lire                            | 141 × 70 mm                          | Grün / Violett                       | Christoph Kolumbus                                           | drei Karavellen                                                            | Galileo Galilei                                         | 20. Mai 1971                         | 10. November 1977                    | 1. Dezember 1982                     |
|                                      | 5000 Lire                            | 127 × 61 mm                          | Braun                                | Gemälde Ritratto d'uomo von Antonello da Messina             | Schildkrötenbrunnen, Rosette der Kathedrale Santa Maria Assunta in Troia   | Gemälde Ritratto d'uomo                                 | 9. März 1979                         | 19. Oktober 1983                     | 1. März 1989                         |
|                                      | 5000 Lire                            | 126 × 70 mm                          | Grün                                 | Vincenzo Bellini, Teatro Massimo Bellini                     | Szene der Oper Norma                                                       | Vincenzo Bellini                                        | 31. Januar 1985                      | 25. Juli 2001                        | 28. Februar 2002                     |
|                                      | 10.000 Lire                          | 243 × 126 mm                         | Rot                                  | Allegorien der Republiken Genua und Venedig                  | Dante Alighieri                                                            | Michelangelo, Galileo Galilei                           | 8. Mai 1948                          | 24. März 1962                        | 30. Juni 1969                        |
|                                      | 10.000 Lire                          | 156 × 78 mm                          | Rosa                                 | Michelangelo Buonarroti                                      | Piazza del Campidoglio di Roma                                             | David di Michelangelo                                   | 3. Juli 1962                         | 27. November 1973                    | 31. Juli 1983                        |
|                                      | 10.000 Lire                          | 133 × 70 mm                          | Grün                                 | Gemälde Ritratto d'uomo von Andrea del Castagno              | Gesù Nuovo in Neapel                                                       | Unbekannte Person                                       | 30. Oktober 1976                     | 8. März 1984                         | 21. März 1988                        |
|                                      | 10.000 Lire                          | 133 × 70 mm                          | Blau                                 | Alessandro Volta, Voltasche Säule, Galvanische Zelle         | Museum Tempio Voltiano in Como                                             | Alessandro Volta                                        | 3. September 1984                    | 25. Juli 2001                        | 28. Februar 2002                     |
|                                      | 20.000 Lire                          | 161 × 78 mm                          | Rot / Grün                           | Tizian                                                       | Gemälde Himmlische und irdische Liebe                                      | Tizian                                                  | 21. Februar 1975                     | 27. Mai 1985                         | 1. Juli 1985                         |
|                                      | 50.000 Lire                          | 165 × 82 mm                          | Ocker                                | Leonardo da Vinci                                            | Ansicht von Vinci                                                          | Kopf der Sant'Anna aus dem Gemälde Cartone di sant'Anna | 3. Juli 1967                         | 7. November 1975                     | 31. März 1979                        |
|                                      | 50.000 Lire                          | 150 × 70 mm                          | Violett                              | Gesicht einer Frau                                           | Pantheon, Pazzi-Kapelle                                                    | Weiblicher Kopf                                         | 20. Juni 1977                        | 3. April 1985                        | 1. Dezember 1986                     |
|                                      | 50.000 Lire                          | 150 × 70 mm                          | Violett                              | Gian Lorenzo Bernini, Tritonenbrunnen                        | Reiterstandbild, Petersdom                                                 | Gian Lorenzo Bernini                                    | 15. März 1984                        | 25. Juli 2001                        | 28. Februar 2002                     |
|                                      | 100.000 Lire                         | 175 × 86 mm                          | Ocker                                | Alessandro Manzoni                                           | Ansicht von Lecco                                                          | Muse                                                    | 3. Juli 1967                         | 15. Januar 1979                      | 1. Dezember 1982                     |
|                                      | 100.000 Lire                         | 157 × 70 mm                          | Violett                              | Eine Grazie in Botticellis Gemälde Primavera                 | Architektur                                                                | Weiblicher Kopf                                         | 20. Juni 1978                        | 29. Oktober 1984                     | 21. März 1988                        |
|                                      | 100.000 Lire                         | 156 × 70 mm                          | Grün                                 | Caravaggio, Gemälde Buona ventura                            | Gemälde Früchtekorb                                                        | Caravaggio                                              | 25. Oktober 1983                     | 25. Juli 2001                        | 28. Februar 2002                     |
|                                      | 500.000 Lire                         | 163 × 78 mm                          | Azurblau                             | Raffael, Gemälde Triumph der Galatea                         | Fresko Die Schule von Athen                                                | Raffael                                                 | 13. Mai 1997                         | 25. Juli 2001                        | 28. Februar 2002                     |